# Phyllanthus viridis
Phyllanthus viridis là một loài thực vật có hoa trong họ Diệp hạ châu. Loài này được M.E.Jones miêu tả khoa học đầu tiên năm 1933.